# كيم ماغنوس
كيم ماغنوس (الكورية: 김마그너스) (بالبوكمول: Magnus Bøe) هو متزحلق كوري الجنوبي ونرويجي، ولد في 21 يوليو 1998 في بوسان في كوريا الجنوبية.

## وصلات خارجية
- كيم ماغنوس على موقع الاتحاد الدولي للتزلج (التزلج الريفي) (الإنجليزية)
- كيم ماغنوس على موقع اللجنة الأولمبية الدولية (الإنجليزية)
- كيم ماغنوس على موقع أوليمبيديا (الإنجليزية)